# Colonne (Jura)
Vous pouvez aider à l'améliorer ou bien discuter des problèmes sur sa page de discussion.
- Il ne cite pas suffisamment ses sources. Vous pouvez indiquer les passages à sourcer avec {{référence nécessaire}} ou {{Référence souhaitée}}, et inclure les références utiles en les liant aux notes de bas de page. (Marqué depuis août 2010)
- Son texte doit être wikifié : il ne correspond pas à la mise en forme Wikipédia (style, typographie, liens internes, liens entre les wikis, etc.). (Marqué depuis avril 2025)
- Sa typographie ne respecte pas les conventions de Wikipédia. Vous pouvez solliciter de l’aide de l’Atelier typographique. (Marqué depuis avril 2025)

- Archive Wikiwix
- Bing
- Cairn
- DuckDuckGo
- E. Universalis
- Gallica
- Google
- G. Books
- G. News
- G. Scholar
- Persée
- Qwant
- (zh) Baidu
- (ru) Yandex
- (wd) trouver des œuvres sur Wikidata

Pour les articles homonymes, voir Colonne.
Colonne est une commune française située dans le département du Jura, dans la région culturelle et historique de Franche-Comté et la région administrative Bourgogne-Franche-Comté.
En ce début de millénaire, la municipalité a beaucoup travaillé à l'unité d'une structure collective rurale moderne et démocratique : l'intercommunalité du Val d'Orain. Les sept agriculteurs portent leur lait à la coopérative d'Oussières. Le SIVOS du Val d'Orain (syndicat intercommunal à vocation scolaire) a été créé avec Oussières, Villers-les-Bois, Le Chateley, Biefmorin, Bersaillin, Brainans, Neuvilley pour construire un groupe scolaire à 6 classes avec garderie. La demande en logement dépasse l'offre.
Colonne a été bâtie dans la partie basse d'une micro vallée dessinée par l'Orain, petite rivière qui prend sa source dans les complexes systèmes karstiques des plateaux du Jura. Son débit est très peu variable, du fait du réchauffement. Colonne n'est pas directement adossée à la rivière mais à un petit canal, détournement de l'Orain, qui alimente le village. Les maisons les plus anciennes, sont du XVIIIme siècle, le village ayant été rasé par les troupes de Louis XIV avant l'annexion à la France.
L'église, construite au XVIIIe, a été agrandie au XIXe. Son clocher abrite une cloche classée monument historique. La façade fortifiée, au centre du village, ne figure curieusement pas dans la cartographie de Cassini, elle n'est pas non plus classée, donc non authentifiée. Le portail, lui, n'est pas de structure défensive, mais bien religieuse, il porte les armoiries des "de Reculot", famille noble implantée au Moyen Âge. Ces armoiries, bouchardées à la révolution? sont peut-être un rajout ancien.
Ce bras de l'Orain constitue le cœur du village. C'est entre la rivière et ce dernier que le village historique s'est développé autour de l'église, sous la protection de deux fossés, remarquables sur les anciennes cartes (Cassini et plan cadastral des archives départementales). Les moulins qui ne sont plus en service enjambent le bras du canal.
À voir: Les restes de fortifications et surtout la porte XVIme.
La maison Mignaton, maitre d’œuvre de l'église, lequel s'est construit une belle maison datée de 1793, comportant une niche à statue, forme de provocation en pleine Terreur.
Juste derrière, une autre maison datée elle, de 1789.
Le village possède 2 moulins du XIXme en bon état, dont un au hameau de Vaivre.
Devant le lotissement dit des Eclusiaux, un chêne remarquable en cours de classement.
De plus, le village est traversé par un chemin de randonnée régional (marquage jaune) permettant de marcher quelques heures dans une forêt fraîche en plein été.

### Localisation

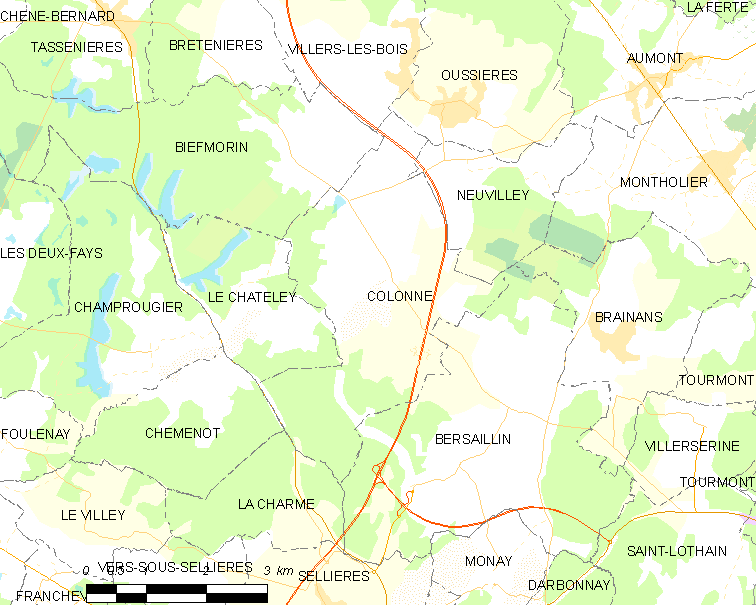
Situation de Colonne.

## Géographie

### Climat
Pour des articles plus généraux, voir Climat de la Bourgogne-Franche-Comté et Climat du département du Jura.
En 2010, le climat de la commune est de type climat des marges montargnardes, selon une étude du Centre national de la recherche scientifique s'appuyant sur une série de données couvrant la période 1971-2000. En 2020, Météo-France publie une typologie des climats de la France métropolitaine dans laquelle la commune est exposée à un climat semi-continental et est dans la région climatique Jura, caractérisée par une forte pluviométrie en toutes saisons (1 000 à 1 500 mm/an), des hivers rigoureux et un ensoleillement médiocre.
Pour la période 1971-2000, la température annuelle moyenne est de 10,6 °C, avec une amplitude thermique annuelle de 17,1 °C. Le cumul annuel moyen de précipitations est de 1 117 mm, avec 12,4 jours de précipitations en janvier et 9,1 jours en juillet. Pour la période 1991-2020, la température moyenne annuelle observée sur la station météorologique installée sur la commune est de 11,7 °C et le cumul annuel moyen de précipitations est de 1 170,0 mm. 
La température maximale relevée sur cette station est de 40,3 °C, atteinte le 7 août 2003 ; la température minimale est de −18 °C, atteinte le 12 janvier 1987,,.
| Mois                                  | jan.           | fév.           | mars          | avril         | mai           | juin          | jui.          | août           | sep.            | oct.            | nov.           | déc.            | année     |
| ------------------------------------- | -------------- | -------------- | ------------- | ------------- | ------------- | ------------- | ------------- | -------------- | --------------- | --------------- | -------------- | --------------- | --------- |
| Température minimale moyenne (°C)     | 0,1            | 0,2            | 2,8           | 5,2           | 9             | 12,4          | 14,2          | 13,8           | 10,5            | 7,6             | 3,4            | 0,9             | 6,7       |
| Température moyenne (°C)              | 3,2            | 4,2            | 7,9           | 11,1          | 15            | 18,6          | 20,6          | 20,3           | 16,3            | 12,3            | 7              | 3,9             | 11,7      |
| Température maximale moyenne (°C)     | 6,3            | 8,2            | 13            | 16,9          | 20,9          | 24,8          | 27            | 26,8           | 22,2            | 16,9            | 10,5           | 6,9             | 16,7      |
| Record de froid (°C) date du record   | −18 12.01.1987 | −16 14.02.1991 | −14 01.03.05  | −5,9 08.04.03 | −1,2 06.05.19 | 2,5 04.06.01  | 5,5 17.07.00  | 3,5 31.08.1995 | −0,5 30.09.1995 | −7,4 31.10.1997 | −11 23.11.1998 | −18 30.12.05    | −18 2005  |
| Record de chaleur (°C) date du record | 18,1 01.01.23  | 21,7 24.02.21  | 25,3 31.03.21 | 29,5 21.04.18 | 33 25.05.09   | 37,5 22.06.03 | 39,5 03.07.15 | 40,3 07.08.03  | 34,7 10.09.23   | 29 07.10.09     | 23,5 08.11.15  | 19,5 16.12.1989 | 40,3 2003 |
| Précipitations (mm)                   | 89,4           | 81,1           | 83,1          | 91,8          | 111,5         | 87,9          | 86,7          | 94,1           | 94,7            | 119,5           | 123,5          | 106,7           | 1 170     |

| Diagramme climatique                                  |            |           |             |            |              |            |              |              |              |              |             |
| J                                                     | F          | M         | A           | M          | J            | J          | A            | S            | O            | N            | D           |
| 6,30,189,4                                            | 8,20,281,1 | 132,883,1 | 16,95,291,8 | 20,99111,5 | 24,812,487,9 | 2714,286,7 | 26,813,894,1 | 22,210,594,7 | 16,97,6119,5 | 10,53,4123,5 | 6,90,9106,7 |
| Moyennes : • Temp. maxi et mini °C • Précipitation mm |            |           |             |            |              |            |              |              |              |              |             |

Les paramètres climatiques de la commune ont été estimés pour le milieu du siècle (2041-2070) selon différents scénarios d'émission de gaz à effet de serre à partir des nouvelles projections climatiques de référence DRIAS-2020. Ils sont consultables sur un site dédié publié par Météo-France en novembre 2022.

## Urbanisme

### Typologie
Au 1er janvier 2024, Colonne est catégorisée commune rurale à habitat dispersé, selon la nouvelle grille communale de densité à sept niveaux définie par l'Insee en 2022.
Elle est située hors unité urbaine. Par ailleurs la commune fait partie de l'aire d'attraction de Poligny, dont elle est une commune de la couronne,. Cette aire, qui regroupe 22 communes, est catégorisée dans les aires de moins de 50 000 habitants,.

## Histoire
Le château de Colonne fut le fief, vers 1640, du chef de bande comtois Jacques Roussel dit La Courbière. Dans le contexte violent de la guerre de Dix Ans, l'émergence d'un chef relevait d'une logique implacable. En 1637, dès les premiers mouvements de l'invasion française, capitaine La Courbière qui tenait le comté entre Sellières et Dole, est à la tête d'une bande de trois cents hommes. Ils ont contenu les troupes françaises en 1639 .
La Courbière est insaisissable car autour de Colonne s'étendent des espaces marécageux coupés par d'épaisses forêts, et c'est donc depuis le château de Colonne que La Courbière dirige les Picorées : troupe qui agit jusqu'au-delà de la frontière d'alors. Les Français s'emparent néanmoins du château de Grimont, au-dessus de Poligny. C'est une forteresse clef du pays. Mais l'approvisionnement de cette tête de pont, dans un pays épuisé, dépendait complètement d'apports externes. Les convois de charretiers devaient traverser depuis la plaine doloise, le piémont jurassien. C'est au long de ce parcours que les guettait La Courbière. Cette traque permanente faite d'embuscades et faillit bien affamer Grimont.
L'épisode du Meunier Courbières ne résista guère aux démonstrations de l'artillerie des troupes de Villeroy. La Courbière déposa les armes et fut fait prisonnier. Le superbe château constitue encore aujourd'hui le cœur du village, semble bien constitué en partie, d'éléments antérieurs au XVIIe siècle.
À l'intérieur de l'enceinte du château se trouvent tous les attributs défensifs associés à un site d'une certaine importance. Les bribes d'un large cercle fossoyé qui entourait ce bourg primitif sont encore visibles. Cependant le bâtiment visible au centre du village ne peut être confondu avec le château qui protégeait le couvent de Colonne au Moyen Âge, lequel était consacré à la vierge Marie (toujours fêtée). Seul, le portail d'entrée de l'enceinte religieuse mais lui de style Renaissance, a survécu aux représailles françaises de 1639 .Rappelons que :murs et arbres ont été "rabattus" à un mètre sur une demi lieue .
Qu'en est-il alors du "château"? Un propriétaire un peu mégalomane est sans doute à l'origine de cette "curiosité architecturale", les invraisemblances sont nombreuses, la présence d'antiques archères au-dessus d'une porte civile, construite à l'époque des armes à feu, celle d'armoiries apocryphes recreusées à hauteur d'homme, sachant que la Révolution a réalisé un bouchardage systématique des symboles nobiliaires, l'absence d'impacts et même de délitement, des pierres des tours, (rappelons que le village a brûlé plusieurs fois, qu'il a été l'objet d'un bombardement et que la pierre jaune est gélive)...
Sans doute du même "style" puisque du même propriétaire, la chapelle néo-gothique en ciment moulé, technique chère à la seconde moitié du XIXe siècle où veillait encore il y a peu, un Christ aux outrages en plâtre.
F v.S Colonne.Etudes d'architecture et d'histoire & Arnaud Compas[réf. non conforme]

## Politique et administration

### Tendances politiques et résultats

#### Élections présidentielles
Le village de Colonne place en tête à l'issue du premier tour de l'élection présidentielle française de 2017, Emmanuel Macron (LaREM) avec 25,16 % des suffrages. Ainsi que lors du second tour, avec 68,55 %.

#### Élections régionales
Le village de Colonne place la liste "Notre Région Par Cœur" menée par Marie-Guite Dufay, présidente sortante (PS) en tête, dès le 1er tour des élections régionales de 2021 en Bourgogne-Franche-Comté, avec 52,05 % des suffrages. Lors du second tour, les habitants décideront de placer de nouveau la liste de "Notre Région Par Cœur" menée par Marie-Guite Dufay, présidente sortante (PS) en tête, avec cette fois-ci, près de 64,06 % des suffrages. Loin devant les autres listes menées par Julien Odoul (RN) en seconde position avec 21,88 %, Gilles Platret (LR), troisième avec 12,50 % et en dernière position celle de Denis Thuriot (LaREM) avec 1,56 %. Il est important de souligner une abstention record lors de cette élection qui n'ont pas épargné le village de Colonne avec lors du premier tour 57,81 % d'abstention et au second, 62,50 %.

#### Élections départementales
Le village de Villevieux faisant partie du Canton de Bletterans place le binôme de Philippe Antoine (LaREM) et Danielle Brulebois (LaREM), en tête, dès le 1er tour des élections départementales de 2021 dans le Jura, avec 68,12 % des suffrages. Lors du second tour, les habitants décideront de placer de nouveau le binôme de Philippe Antoine (LaREM) et Danielle Brulebois (LaREM), en tête, avec cette fois-ci, près de 75,00 % des suffrages. Devant l'autre binôme menée par Josiane Hoellard (RN) et Michel Seuret (RN) qui obtient 25,00 %. Il est important de souligner une abstention record lors de cette élection qui n'ont pas épargné le village de Villevieux avec lors du premier tour 57,81 % d'abstention et au second, 62,50 %.

### Liste des maires de Colonne
| Période    | Période  | Identité        | Étiquette | Qualité |
| ---------- | -------- | --------------- | --------- | ------- |
| avant 1988 | ?        | Michel Boisson  |           |         |
| mars 2001  | 2014     | Jean Letroublon |           |         |
| 2014       | 2023     | Éric Tourneur   | PS        |         |
| 2023       | En cours | Charles Vallet  |           |         |

## Démographie
L'évolution du nombre d'habitants est connue à travers les recensements de la population effectués dans la commune depuis 1793. Pour les communes de moins de 10 000 habitants, une enquête de recensement portant sur toute la population est réalisée tous les cinq ans, les populations de référence des années intermédiaires étant quant à elles estimées par interpolation ou extrapolation. Pour la commune, le premier recensement exhaustif entrant dans le cadre du nouveau dispositif a été réalisé en 2008.

En 2022, la commune comptait 258 habitants, en évolution de −3,73 % par rapport à 2016 (Jura : −0,81 %, France hors Mayotte : +2,11 %).
| 1793 | 1800 | 1806 | 1821 | 1831 | 1836 | 1841 | 1846 | 1851 |
| ---- | ---- | ---- | ---- | ---- | ---- | ---- | ---- | ---- |
| 375  | 431  | 354  | 356  | 622  | 709  | 734  | 699  | 646  |

| 1856 | 1861 | 1866 | 1872 | 1876 | 1881 | 1886 | 1891 | 1896 |
| ---- | ---- | ---- | ---- | ---- | ---- | ---- | ---- | ---- |
| 635  | 636  | 682  | 670  | 656  | 653  | 670  | 638  | 606  |

| 1901 | 1906 | 1911 | 1921 | 1926 | 1931 | 1936 | 1946 | 1954 |
| ---- | ---- | ---- | ---- | ---- | ---- | ---- | ---- | ---- |
| 575  | 530  | 522  | 419  | 426  | 372  | 358  | 332  | 281  |

| 1962 | 1968 | 1975 | 1982 | 1990 | 1999 | 2006 | 2008 | 2013 |
| ---- | ---- | ---- | ---- | ---- | ---- | ---- | ---- | ---- |
| 281  | 263  | 248  | 234  | 235  | 233  | 253  | 259  | 265  |

| 2018 | 2022 | - | - | - | - | - | - | - |
| ---- | ---- | - | - | - | - | - | - | - |
| 261  | 258  | - | - | - | - | - | - | - |

## Culture locale et patrimoine

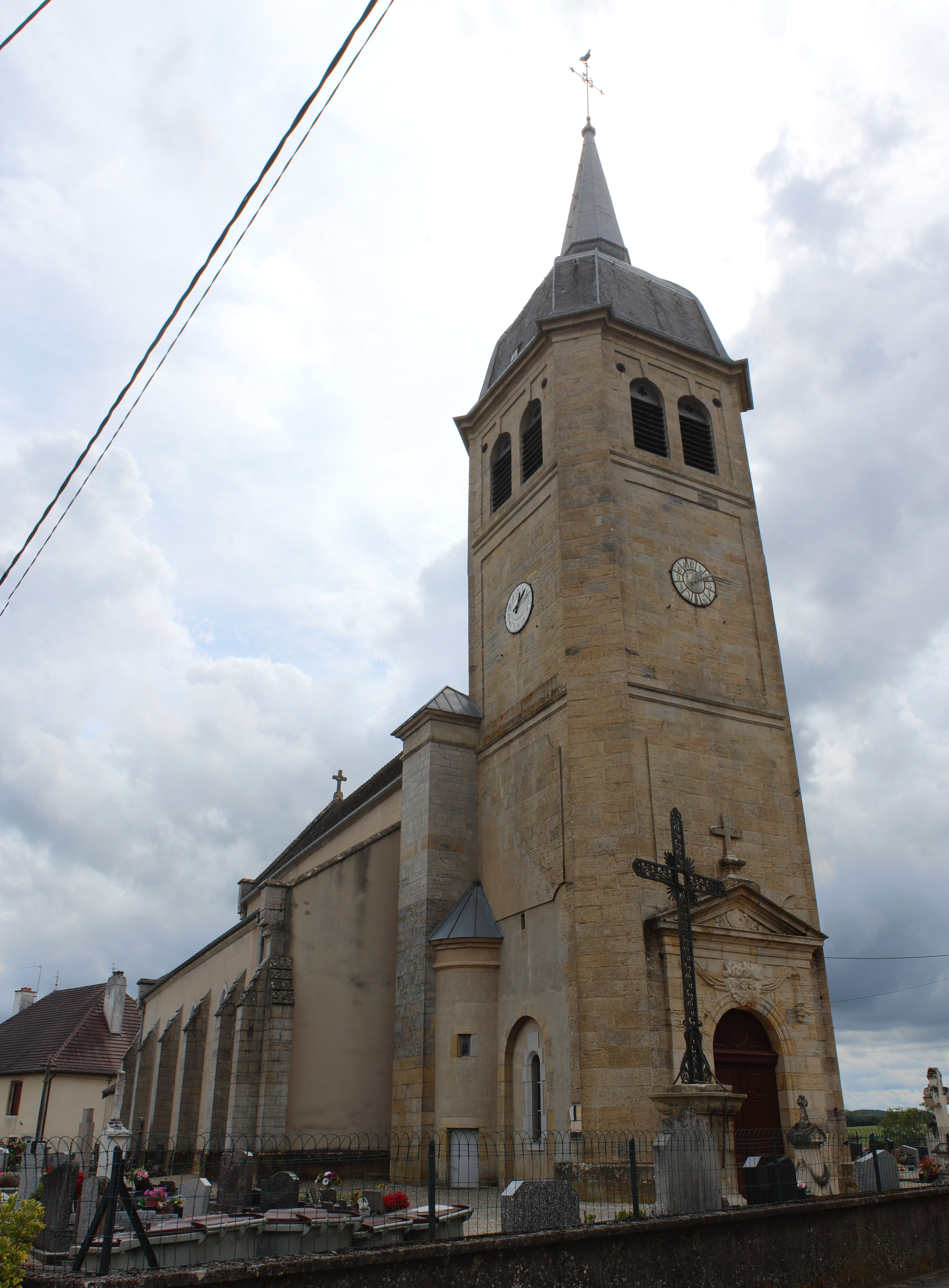
Église Saint-Jean-le-Grand-d'Autun.

### Lieux et monuments
- Maison-forte (XIIe siècle);
- Abbaye bénédictine Sainte-Marie de Saint-Jean-le-Grand d'Autun, fille de celle d'Autun, fondée au VIe siècle, selon les vœux de la reine Brunehaut. Il n'en reste aujourd'hui que l'emplacement, dessiné par des fossés, et un bâtiment du XVIIe siècle;
- Église Saint-Jean-le-Grand d'Autun (XVIIIe siècle);
- Moulins (XVIIIe siècle — XIXe siècle), auj. minoteries, l'un Rue du Moulin, l'autre au lieu-dit "Vaivre", inscrits à l'IGPC, pour l'un, depuis 1995[18], pour l'autre depuis 1996[18];
- Aires de repos de la Jument verte et du Chat perché (XXe siècle), sur l'A39, dont les noms sont issus du roman La Jument verte et des Contes du chat perché de Marcel Aymé.

### Personnalités liées à la commune
- Denis Battin, général de la Révolution française, y est né en 1725.

## Sources